# Chapelle Notre-Dame-du-Château de Saignes
La chapelle Notre-Dame-du-Château est une église de style roman auvergnat située à Saignes, dans le département français du Cantal en région Auvergne-Rhône-Alpes, et plus précisément dans la communauté de communes Sumène Artense.

## Localisation
La chapelle se dresse au sommet d'un rocher situé à 200 m au sud de l'église Sainte-Croix de Saignes, sur le site de l'ancien château de Saignes.

## Historique
Cette chapelle castrale fut construite au XIIe siècle : elle constitue le dernier vestige du château de Saignes.
La chapelle fait l'objet, avec l'église Sainte-Croix toute proche, d'un classement au titre des monuments historiques depuis le 17 août 1921.

## Architecture
La chapelle Notre-Dame-du-Château est édifiée en pierre de taille de couleur brune assemblée en grand appareil (tuf volcanique). Sa maçonnerie est percée de nombreux trous de boulin (trous destinés à ancrer les échafaudages).

### La façade occidentale
La façade occidentale présente un portail roman à voussures multiples encadré de deux paires de colonnes, surmonté d'un petit oculus.
Elle est surmontée par un clocheton à baie campanaire unique surmonté d'une croix en pierre.

### Les façades latérales
Les façades latérales sont soutenues par de puissants contreforts et percées de petites fenêtres à simple ébrasement.

### Le chevet
La chapelle possède un beau chevet à appareil très régulier. Ce chevet est constitué d'une abside semi-circulaire unique dont la maçonnerie est rythmée par des colonnes engagées.
Le chevet est percé d'un fenêtre absidiale unique de petite taille et à simple ébrasement.
L'abside est couronnée d'une corniche en saillie supportée par des modillons.